# JR貨物UT15C形コンテナ
UT15C形コンテナ（UT15Cがたコンテナ）は、日本貨物鉄道（JR貨物）輸送用として籍を編入している、20 ft形の私有コンテナ（タンクコンテナ）である。

## 概要
本形式の数字部位 「 15 」は、コンテナの容積を元に決定される。このコンテナ容積15 ㎥の算出は、厳密には端数を四捨五入計算の為に、内容積が14.5 - 15.4 ㎥の間に属するコンテナが対象となる。また形式末尾のアルファベット一桁部位 「 C 」は、コンテナの使用用途（主たる目的）が 「 危険品の輸送 」を表す記号として付与されている。

## 特記事項
出典の発行時点では他の番台はなく、登録コンテナも8001番のみとなっている。
本コンテナは、国内法令上許容される総重量限度一杯である24 tと、重量級20 ft型コンテナである。
この制限により、現行の日本車輌製造製である本コンテナに対して、同一積荷（メチルトリクロロシラン）の後発増備となった極東開発製造のタンクコンテナは、タンク保護枠に使用している両側面側の筋交い本数を半分に削減した。
これにより、構造強度基準を確保ししつつ自重を約700 kgほど減量して逆に積荷の積載容量が増したために、追加配備分のコンテナは本コンテナの発展型であるUT16C-8000番台へ移行した。

## 番台・番号別概説

### 8000番台
8001
信越化学工業所有。20 ft、タンクコンテナ。積荷はメチルトリクロロシラン(KA-13)（化成品表記＝燃（禁水）34専用。自重4.8 t、総重量24.0 t。規格外ハローマーク（G=総重量・H=全高）付き。倉賀野駅 - 黒井駅間輸送専用。日本車輌製造にて、2002年製造。コンテナ最上部での作業用ハシゴは、片側面のみに設置。タンク保護枠付き四角形外観。積荷積載時の2段積禁止。
※総重量24 tの重量級コンテナのために荷役の安全上、両側面下部のフォークポケット部位には『積コンテナの場合はフォーク作業禁止』の表記がある。

## 外部サイト
- コンテナの絵本
- コンテナ日和